# Modello PICO
Il Modello PICO è un metodo utilizzato nella pratica basata sulle evidenze per formulare in maniera strutturata un quesito sanitario specifico (foreground question) da parte di professionisti. Viene applicato nei test di ricerca clinici e per le strategie di ricerca epidemiologica, eziologica, diagnostica, prognostica e terapeutica in banche dati professionali quali, ad esempio, PubMed o Cochrane library. Il metodo pone in relazione quattro elementi sintetizzati, appunto dall'acronimo P.I.C.O.:
- P - problem/patient/population (problema/ paziente/popolazione)
- I - intervention (intervento)
- C - comparison/control (confronto/controllo)
- O - outcome (esito)

Ne risulta un quesito posto come:
«L'elemento I di una popolazione P come è relazionato all'evento O rispetto all'elemento C?» 

Un esempio di applicazione di tale metodo può essere: «Il fumo di sigaretta negli uomini di età superiore a 50 anni è legato ad una maggior incidenza di infarto cardiaco rispetto al fumo di sigaro?»

## I fattori del modello
Il fattore P (problem/patient/population) indica il soggetto del quesito, ossia il gruppo di persone (popolazione) accomunati da almeno un elemento statistico comune (età, sesso, malattia, ecc.). Risponde al quesito: “Come si può descrivere un gruppo di pazienti simile a quello da trattare?”. I termini di ricerca devono essere bilanciati fra la specificità e la sintesi, in modo da avere un campione il più adeguato possibile. Inoltre è bene considerare la plausibilità della relazione con l'esito O in questione.
Il fattore I (intervention) indica la caratteristica principale, ossia la condizione, patologia o evento che agisce sulla popolazione P in questione (fattori di rischio, condizioni patologiche pregresse, test clinico ecc.). Risponde alla domanda: “Quale intervento principale deve essere preso in considerazione?”. Il termine deve essere specifico, in modo da escludere fattori minori o confondenti.
Il fattore C (comparison/control) indica il termine di paragone con cui va confrontato il fattore I in grado di relazionarsi con l'esito O. Risponde al quesito: ”Qual è l’alternativa principale da confrontare con l’intervento?” o " Quale sarebbe l'intervento alternativo che si potrebbe applicare?". la risposta può essere anche nulla.
Il fattore O (outcome) è l'esito o il fine della ricerca. Risponde alla domanda: “Cosa si può sperare di ottenere?”, oppure “Su cosa incide realmente questo intervento?”. Deve essere speculare all'eventuale problema e, quindi, essere specifico ma sintetico.